# فرناندو أوريبي
فيرناندو أوربي (بالإسبانية: Fernando Uribe) (1 يناير 1988 ببيريرا في كولومبيا - ) هو لاعب كرة قدم كولومبي في مركز الهجوم. شارك مع منتخب كولومبيا لكرة القدم. أما مع النوادي، فقد لعب مع أتلتيكو ناسيونال وأونس كالداس وكييفو فيرونا ونادي ميلوناريوس وCortuluá ‏ وGirardot F.C. ‏ وديبورتيفو بيريرا.

## روابط خارجية
- فرناندو أوريبي على موقع قاعدة بيانات كرة القدم.إي يو (الإنجليزية)
- فرناندو أوريبي على موقع ناشيونال فوتبول تيمز (الإنجليزية)
- فرناندو أوريبي على موقع Soccerway.com (الإنجليزية)
- فرناندو أوريبي على موقع AS.com (الإسبانية)